# Chan Shinichi
Chan Shinichi (陳晉一S, Chén JìnyīP; Tokyo, 5 settembre 2002) è un calciatore giapponese naturalizzato hongkonghese, difensore dello Shanghai Shenhua.

## Carriera

### Club
Nato a Tokyo, è cresciuto nei settori giovanili di Central & Western e H.K. Pegasus. Nella stagione 2017-2018 fa parte della rosa del Resources Capital, formazione della seconda divisione hongkonghese. Nel 2018 viene acquistato dal Kitchee, con cui ha esordito nella massima divisione hongkonghese. Il 21 gennaio 2023 viene ceduto in prestito agli spagnoli del Real Unión fino al giugno del 2024. Il 18 febbraio successivo, in occasione dell'incontro di campionato vinto per 1-0 contro il Calahorra, diventa il primo giocatore di Hong Kong a realizzare una rete nel campionato spagnolo.

### Nazionale
Ha rappresentato le nazionali giovanili hongkonghesi.
L'11 giugno 2019 ha esordito con la nazionale maggiore hongkonghese nell'amichevole persa per 0-2 contro il Taipei cinese.

## Statistiche

### Presenze e reti nei club
Statistiche aggiornate all'8 marzo 2023.
| Stagione        | Squadra           | Campionato      | Campionato | Campionato | Coppe nazionali | Coppe nazionali | Coppe nazionali | Coppe continentali | Coppe continentali | Coppe continentali | Altre coppe | Altre coppe | Altre coppe | Totale | Totale |
| Stagione        | Squadra           | Comp            | Pres       | Reti       | Comp            | Pres            | Reti            | Comp               | Pres               | Reti               | Comp        | Pres        | Reti        | Pres   | Reti   |
| --------------- | ----------------- | --------------- | ---------- | ---------- | --------------- | --------------- | --------------- | ------------------ | ------------------ | ------------------ | ----------- | ----------- | ----------- | ------ | ------ |
| 2017-2018       | Resources Capital | FD              | 5          | 0          |                 | -               | -               |                    | -                  | -                  |             | -           | -           | 5      | 0      |
| 2018-2019       | Kitchee           | PL              | 3          | 0          | CHK+CdL         | 0               | 0               | ACL+AFCCup         | 1+4                | 0                  |             | -           | -           | 8      | 0      |
| 2019-2020       | Kitchee           | PL              | 9          | 1          | CHK+CdL         | 1+0             | 0               | AFCCup             | -                  | -                  |             | -           | -           | 10     | 1      |
| 2020-2021       | Kitchee           | PL              | 7+3        | 0          | CHK             | 0               | 0               | ACL                | 5                  | 0                  |             | -           | -           | 15     | 0      |
| 2021-2022       | Kitchee           | PL              | 2          | 0          | CHK             | 2               | 0               | ACL                | 4                  | 0                  |             | -           | -           | 8      | 0      |
| gen.-giu. 2023  | Real Unión        | PF              | 4          | 1          | CR              | -               | -               |                    | -                  | -                  |             | -           | -           | 4      | 1      |
| Totale carriera | Totale carriera   | Totale carriera | 33         | 2          |                 | 3               | 0               |                    | 14                 | 0                  |             | -           | -           | 50     | 2      |

### Cronologia presenze e reti in nazionale
| Cronologia completa delle presenze e delle reti in nazionale ― Hong Kong | Cronologia completa delle presenze e delle reti in nazionale ― Hong Kong | Cronologia completa delle presenze e delle reti in nazionale ― Hong Kong | Cronologia completa delle presenze e delle reti in nazionale ― Hong Kong | Cronologia completa delle presenze e delle reti in nazionale ― Hong Kong | Cronologia completa delle presenze e delle reti in nazionale ― Hong Kong | Cronologia completa delle presenze e delle reti in nazionale ― Hong Kong | Cronologia completa delle presenze e delle reti in nazionale ― Hong Kong |
| Data                                                                     | Città                                                                    | In casa                                                                  | Risultato                                                                | Ospiti                                                                   | Competizione                                                             | Reti                                                                     | Note                                                                     |
| ------------------------------------------------------------------------ | ------------------------------------------------------------------------ | ------------------------------------------------------------------------ | ------------------------------------------------------------------------ | ------------------------------------------------------------------------ | ------------------------------------------------------------------------ | ------------------------------------------------------------------------ | ------------------------------------------------------------------------ |
| 11-6-2019                                                                | Mong Kok                                                                 | Hong Kong                                                                | 0 – 2                                                                    | Taipei cinese                                                            | Amichevole                                                               | -                                                                        | 86’                                                                      |
| 3-6-2021                                                                 | Arad                                                                     | Iran                                                                     | 3 – 1                                                                    | Hong Kong                                                                | Qual. Mondiali 2022                                                      | -                                                                        |                                                                          |
| 11-6-2021                                                                | Arad                                                                     | Hong Kong                                                                | 0 – 1                                                                    | Iraq                                                                     | Qual. Mondiali 2022                                                      | -                                                                        | 51’                                                                      |
| 15-6-2021                                                                | Riffa                                                                    | Bahrein                                                                  | 4 – 0                                                                    | Hong Kong                                                                | Qual. Mondiali 2022                                                      | -                                                                        |                                                                          |
| 5-9-2024                                                                 | Suva                                                                     | Isole Salomone                                                           | 0 – 3                                                                    | Hong Kong                                                                | Amichevole                                                               | -                                                                        |                                                                          |
| Totale                                                                   |                                                                          | Presenze                                                                 | 5                                                                        |                                                                          | Reti                                                                     | 0                                                                        |                                                                          |

## Palmarès

### Club

#### Competizioni nazionali
- Campionato hongkonghese: 2

Kitchee: 2019-2020, 2020-2021
- Supercoppa di Cina: 1

Shanghai Shenhua: 2025